# 隆加日
隆加日（法語：Longages，法語發音：[lɔ̃ɡaʒ]）是法国上加龙省的一个市镇，属于米雷区。

## 地理
隆加日（43°21'18"N, 1°14'24"E）面积21.42 平方千米，位于法国奧克西塔尼大區上加龙省，该省份为法国西南部内陆省份，西南端与西班牙接壤，自此顺时针与上比利牛斯省、热尔省、塔恩-加龙省、塔恩省、奥德省和阿列日省接壤。
与隆加日接壤的市镇（或旧市镇、城区）包括：拉韦尔诺斯-拉卡斯、贝拉、布瓦德拉皮埃尔、卡庞斯、卡尔博讷、诺埃、佩西。

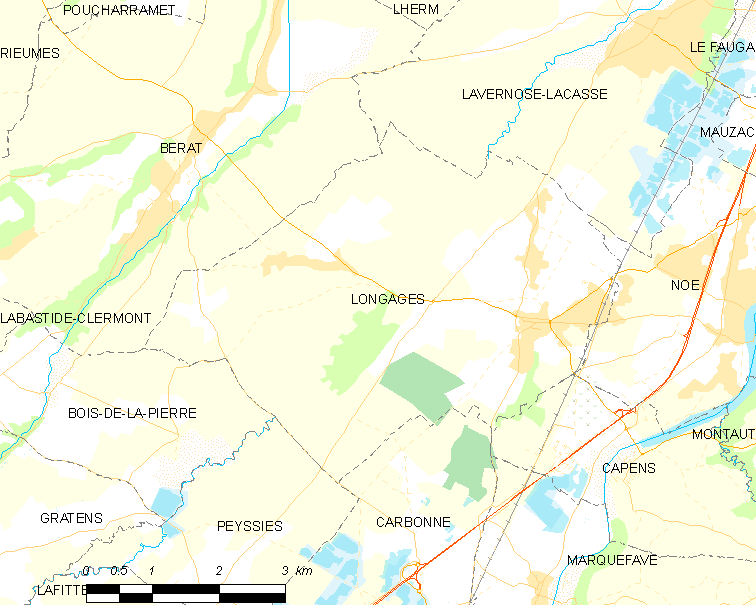
隆加日的OSM定位图

隆加日的时区为UTC+01:00、UTC+02:00（夏令时）。

## 行政
隆加日的邮政编码为31410，INSEE市镇编码为31303。

## 政治
隆加日所属的省级选区为欧特里沃县。

## 人口

1962-2008年间隆加日人口变化图示

隆加日于2022年1月1日时的人口数量为3336人。